# Joey Siu
Joey Siu Lam (en chino: 邵嵐; Carolina del Norte, 16 de abril de 1999) es una activista por los derechos humanos estadounidense. Durante su estancia en Hong Kong como estudiante en la Universidad de la ciudad de Hong Kong, se desempeñó como portavoz de la Delegación de Asuntos Internacionales de las Instituciones Superiores de Hong Kong (HKIAD) y presionó a nivel internacional sobre cuestiones de derechos humanos durante las protestas en Hong Kong de 2019-2021.

## Primeros años de vida
Siu nació en Carolina del Norte en 1999. A la edad de siete años se mudó a Hong Kong y asistió a la escuela St. Mark. Luego estudió en el Departamento de Políticas Públicas y Ciencias Políticas de la Universidad de la ciudad de Hong Kong. Durante su estancia en la universidad, se desempeñó como funcionaria de la 34.º Asociación de Disciplinas de la Administración Pública y también se convirtió en vicepresidenta externa del Comité Interino de la Unión de Estudiantes de la Universidad de la Ciudad de Hong Kong el 3 de junio de 2019.

## Activismo
Durante las protestas de Hong Kong de 2019-2020 contra la introducción por parte del gobierno de Hong Kong del proyecto de ley de extradición de Hong Kong de 2019, Siu se desempeñó como portavoz de la Delegación de Asuntos Internacionales de las Instituciones Superiores de Hong Kong (HKIAD), que fue un esfuerzo conjunto de los miembros de sindicatos de estudiantes de 12 instituciones de educación superior en Hong Kong protestan contra el proyecto de ley de extradición a nivel internacional. Como portavoz, viajó al Reino Unido, Estados Unidos, Alemania y Suiza para pronunciar discursos y hacer lobby contra el proyecto de ley de extradición.
En octubre de 2019, ella y otro miembro del HKIAD viajaron a Fráncfort, Alemania, para reunirse con miembros del Parlamento Europeo y discutir medidas de seguimiento para las cuestiones de derechos humanos en Hong Kong. El 6 de noviembre de 2019, Siu aceptó una entrevista exclusiva con Conflict Zone de Deutsche Welle titulada «Hong Kong: ¿La violencia acabará con el movimiento prodemocracia?». Entrevistada por Tim Sebastian, Siu dijo en la entrevista que estaba de acuerdo en que los manifestantes deberían tratar de utilizar medios pacíficos para expresar sus demandas y creía que la violencia no era una solución para obligar al gobierno a responder a sus demandas, pero no creía que el comportamiento de los manifestantes estaba fuera de control. Cuando Sebastian le preguntó sobre la golpiza que los manifestantes habían dado a un manifestante pro-chino de 49 años y si esta «¿era la forma en que tratas a las personas con opiniones diferentes?», ella respondió sin mirar a Sebastian y dijo «Bueno, por supuesto esta no es una manera ideal». Cuando Sebastián le respondió: «¿Ideal? ¿Ni siquiera lo condenas?», Siu dijo: «No condenamos nada». Después de que se publicó la entrevista, resultó en acaloradas discusiones sobre las declaraciones de Siu.

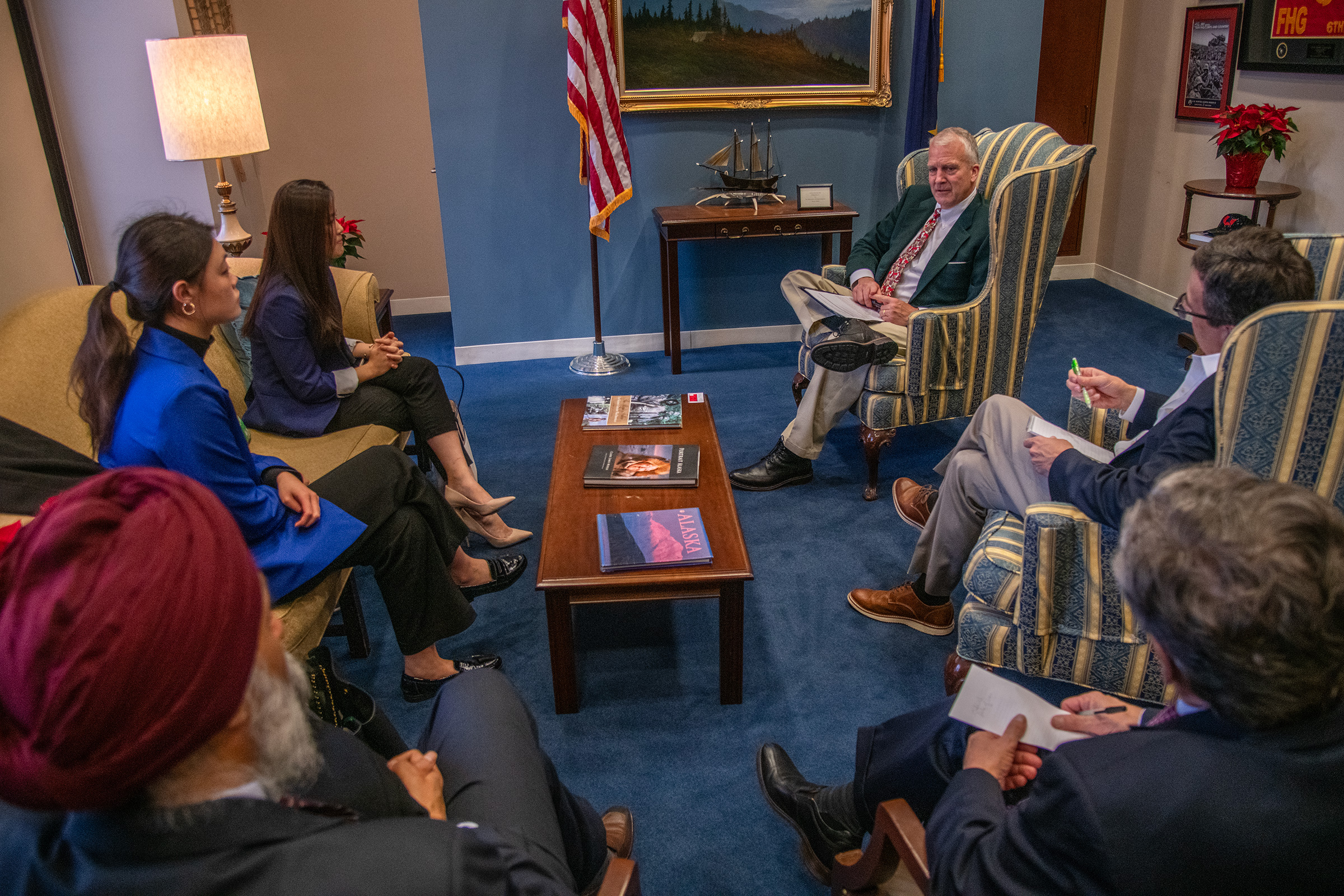
Siu y Frances Hui en reunión con el senador estadounidense Dan Sullivan en 2023.

A principios de junio de 2020, se convirtió en asesora de la Alianza Interparlamentaria sobre China y asesora de políticas de Hong Kong Watch. Más tarde ese mes, anunció su retirada de la HKIAD tras la aprobación de la Ley de Seguridad Nacional de Hong Kong para evitar manchar a sus familiares y amigos debido a su postura política, pero afirmó que seguiría haciendo campaña activamente por los derechos humanos en Hong Kong a nivel internacional. En septiembre de 2020, tras el aumento de la represión de los activistas a favor de la democracia en Hong Kong, huyó a los Estados Unidos y se instaló en Washington D. C.. Después de establecerse en los Estados Unidos, Siu continuó abogando y llamar la atención sobre cuestiones de derechos humanos en Hong Kong, como Hong Kong 12 y Hong Kong 47. El 16 de diciembre de 2020, testificó en la audiencia del Comité Judicial del Senado de los Estados Unidos en Hong Kong.
El 17 de octubre de 2021, Siu, un estudiante tibetano estadounidense y un activista vietnamita estadounidense protestaron contra la celebración de los Juegos Olímpicos de Invierno de 2022 en Beijing, China, desplegando la bandera tibetana y una pancarta con el lema de las protestas de Hong Kong de 2019-2020 «Liberen Hong Kong, revolución de nuestros tiempos» en la Acrópolis durante la ceremonia de la llama olímpica. Fueron detenidos por la policía griega. Siu fue liberada después de permanecer detenida durante 26 horas, mientras que otros fueron liberados después de 48 horas. Acusados de «intentar contaminar, dañar y distorsionar un monumento histórico», un tribunal griego los absolvió de todos los cargos el 17 de noviembre de 2022.
El 6 de abril de 2022 habló en la Cumbre por los Derechos Humanos y la Democracia en Ginebra, Suiza y el 18 de octubre de 2022, en el Foro de la Libertad de Oslo en Taiwán, afirmó que su «situación es hacer saber a todos lo peligrosa que es la ley de seguridad nacional». En diciembre de 2023, la policía de Hong Kong ofreció recompensas de 1 millón de HKD (128 000 dólares estadounidenses) por información que condujera a la captura de cinco destacados activistas por la democracia radicados en el extranjero, incluida Siu, y buscados por delitos de seguridad nacional. Como posee la ciudadanía estadounidense, esto la convirtió en la primera ciudadana estadounidense en ser declarada fugitiva en virtud de la Ley de Seguridad Nacional de Hong Kong. En respuesta a la orden, afirmó: «Mi respuesta a la intimidación del régimen comunista chino es breve: nunca seré silenciada, nunca daré marcha atrás». Ella consulta regularmente con el FBI debido a amenazas y acoso, y al temor a la represión transnacional después de que se le impuso la orden judicial.
A partir de 2024, se desempeña como asociada de programa en el Instituto Nacional Demócrata  y defensora del pueblo del Congreso Mundial por la Libertad, un movimiento global de líderes a favor de la democracia.

## Publicaciones

### Artículos
- 5 Steps Joe Biden Should Take to Confront the China Challenge, The Diplomat, 5 de diciembre de 2020[24]

### Testimonios
- The Assault on Freedom of Expression in Asia («El asalto a la libertad de expresión en Asia») - Testimonio ante el Subcomité del Comité de Relaciones Exteriores del Senado sobre Asia Oriental, el Pacífico y Ciberseguridad Internacional, Joey Siu, 20 de marzo de 2022[25]